# Dalboșeț
Dalboșeț is een Roemeense gemeente in het district Caraș-Severin.
Dalboșeț telt 1772 inwoners.